# Meissen
Meissen (Meißen selon l'orthographe allemande ; en haut sorabe Mišno, en français suranné Misnie) est une ville de Saxe, en Allemagne. Ayant le statut de grande ville d'arrondissement (Große Kreisstadt), elle compte actuellement plus de 28 000 habitants.
La ville est internationalement connue pour la production de la porcelaine de Meissen, qui, en 1708, fut la première porcelaine produite en Europe. Le nom de la ville (« Meissen ») est une marque déposée de la manufacture de porcelaine d'État qui jouit d'une renommée mondiale.

## Géographie

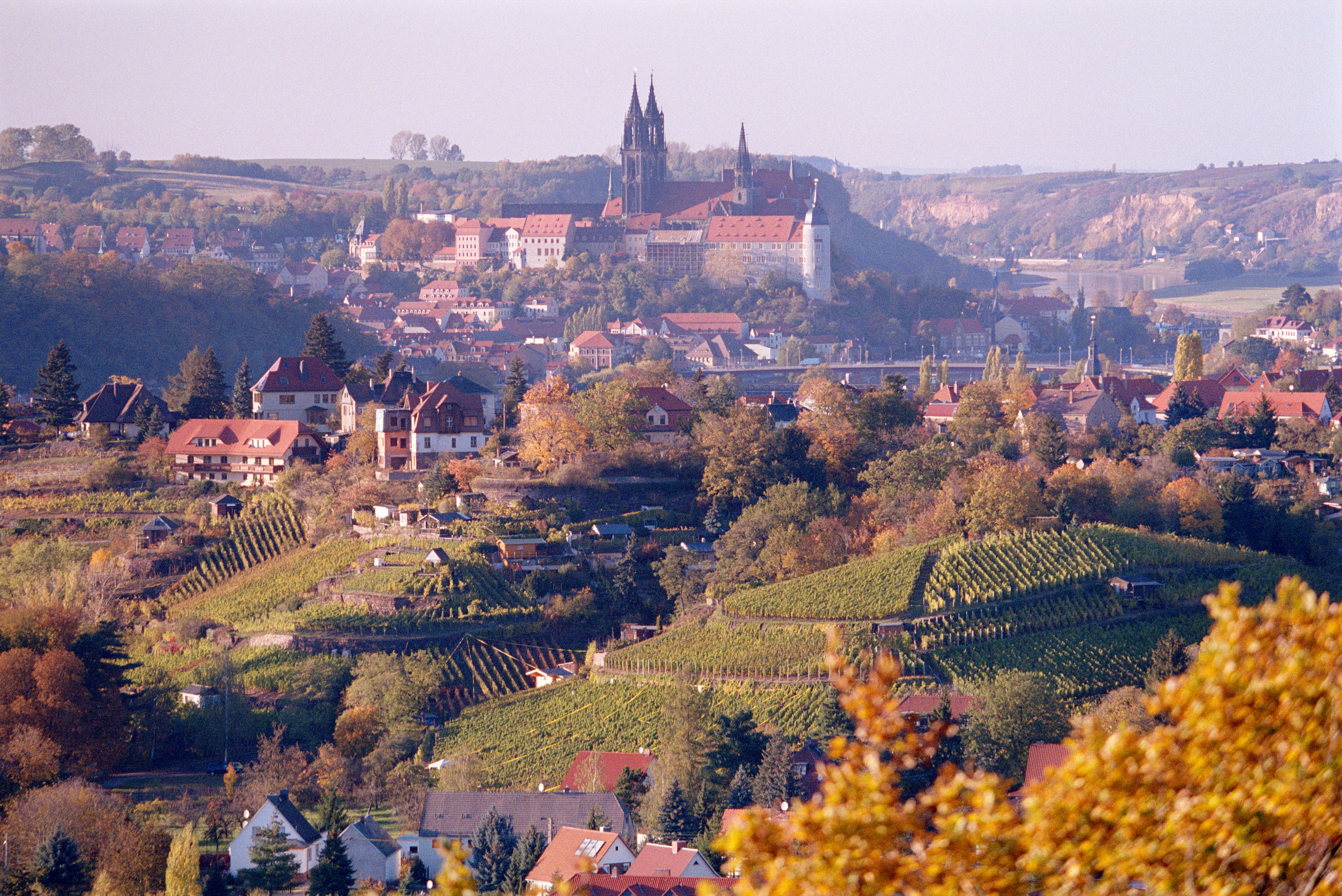
Les collines viticoles de Meissen.

La ville se trouve au bord de l'Elbe, à la sortie du bassin de Dresde, à environ 25 km au nord-ouest de la capitale saxonne. Elle est distante de 75 km de Leipzig à l'ouest et 30 km de Freiberg au sud.
Les collines s'étendant aux premiers contreforts des monts Métallifères au sud font partie du vignoble de Saxe.
La gare de Meissen est reliée au réseau de la S-Bahn de Dresde. Les Bundesstraßen 6 et 101 traversent l'espace urbain.
Meissen est le siège du lycée fédéral saxon Saint-Afra rouvert en 2001.

## Historique
La colline de la forteresse de Meissen a été habitée depuis le néolithique. Le château de Misnie, l'Albrechtsburg, fut fondé par le roi Henri Ier de Germanie, en 929. Après avoir conclu une trêve avec les Magyars, il a commencé une campagne contre les tribus slaves au-délà de la Saale et attaquait également les Daleminciens au nord des monts Métallifères. Dans la zone frontalière avec les territoires des Milceni, sur le rocher surplombant l'Elbe, il fit fortifier la montagne située à l'endroit stratégique constitué par un gué sur le fleuve.
| Appartenances historiques Margraviat de Misnie 965-1423 Électorat de Saxe 1423-1485 Duché de Saxe 1485-1547 Électorat de Saxe 1547-1806 Royaume de Saxe 1806–1918 République de Weimar 1918–1933 Reich allemand 1933–1945 Allemagne occupée 1945–1949 République démocratique allemande 1949–1990 Allemagne 1990–présent |

Dès 965, les domaines, incorporés initialement dans la vaste marche de l'Est saxonne (marca Geronis), constituaient le noyau du margraviat de Misnie. Dessous du château, de simple colonie de peuplement. La cité de Meissen s'est développée durant le Moyen-Âge central jusqu'à l'octroi des droits municipaux. À la fin du XIIe siècle, le margrave Thierry Ier y fonde un couvent pour les bénédictines, l'abbaye Sainte-Croix.
Durant plusieurs siècles, Meissen fut une ville florissante dont il reste toujours de nombreux vestiges dans les quartiers anciens : ruelles médiévales, château (Albrechtsburg) qui a abrité, entre 1710 et 1865, la manufacture nationale de porcelaine, Dom (cathédrale Saints-Jean-et-Donat), construite à partir de 1250 sur les vestiges d'une église romane et terminée vers la fin du XVe siècle, etc.
Meissen possède un riche patrimoine gothique et Renaissance.

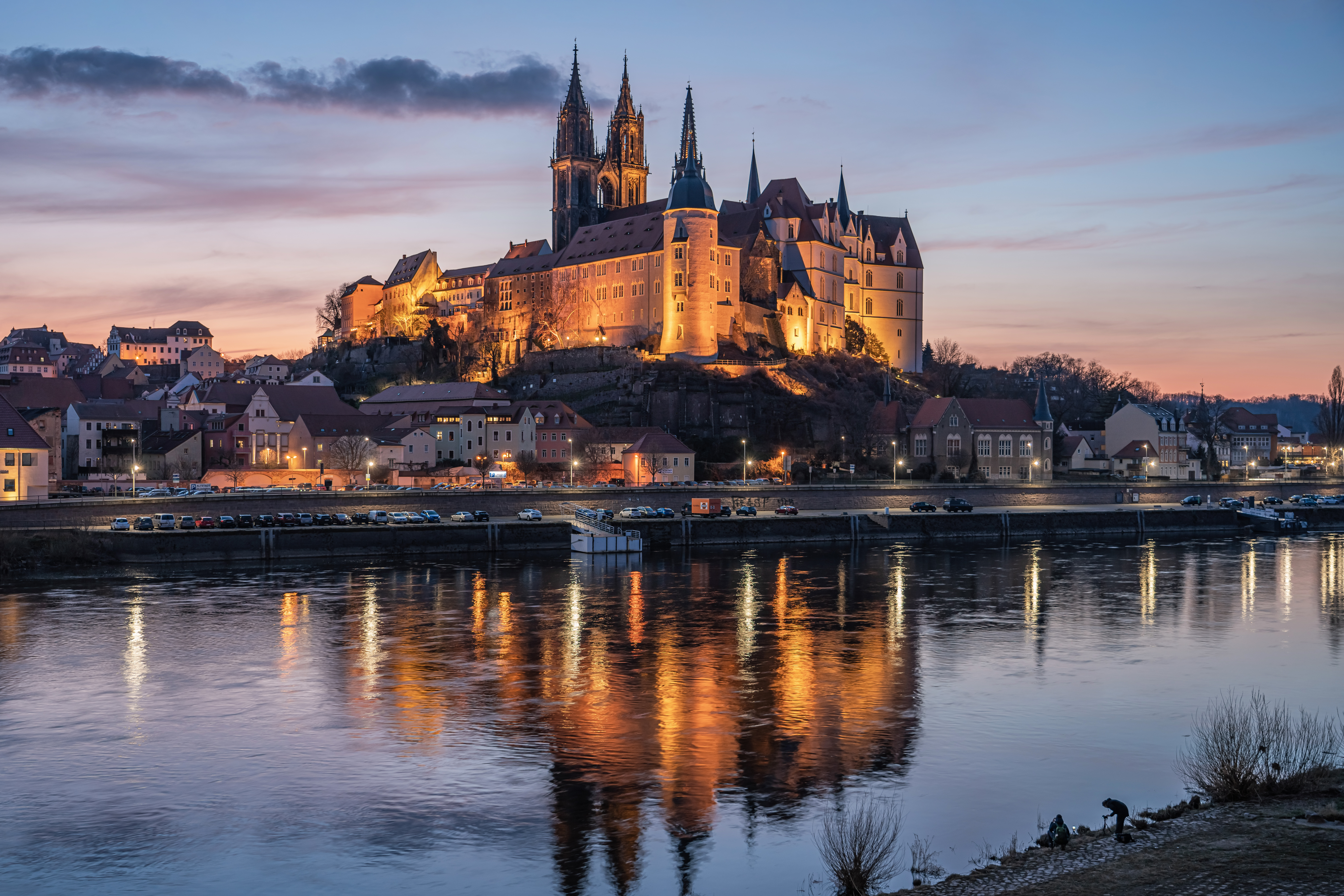
La cathédrale et le château de Meissen.
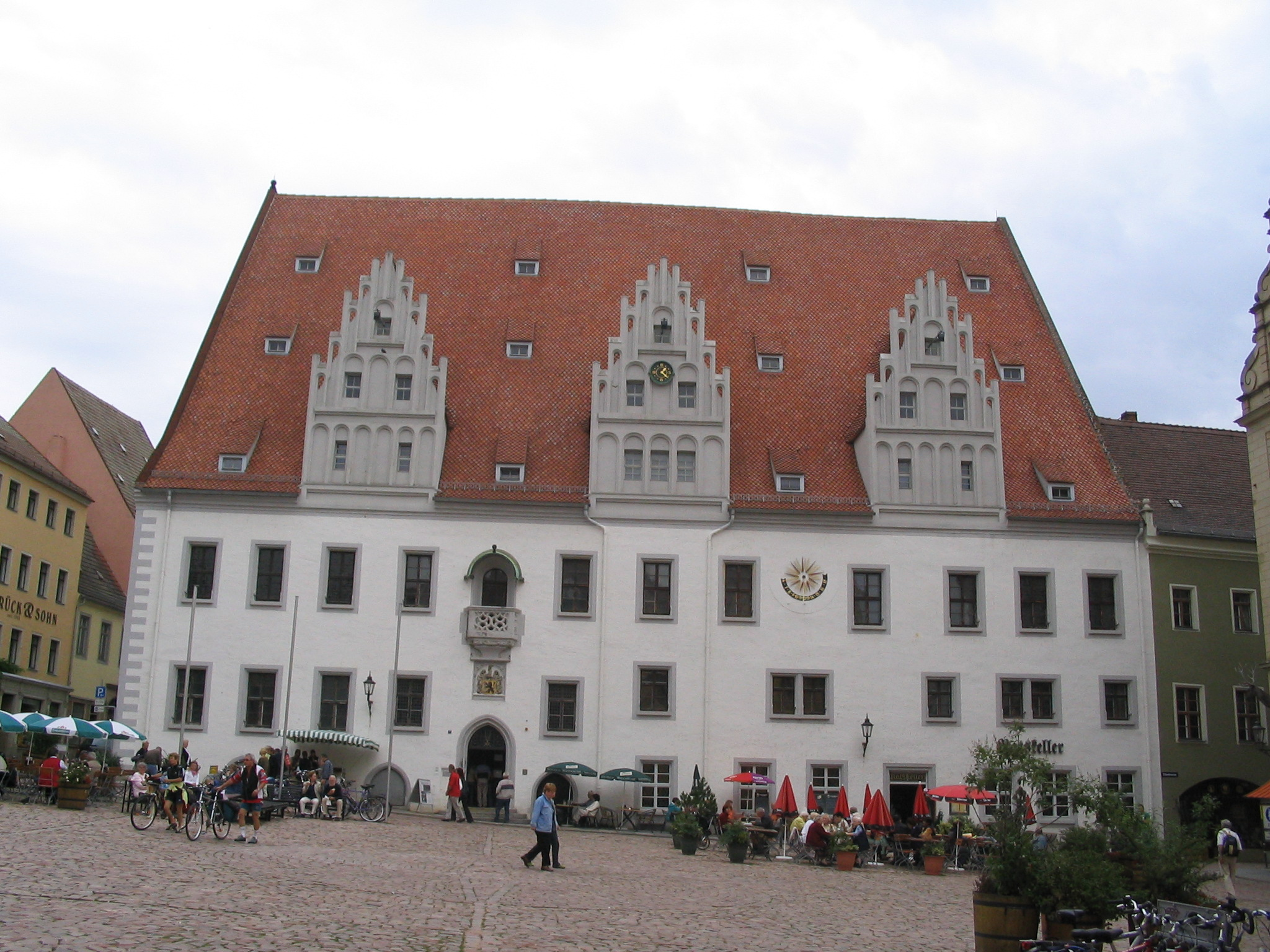
Mairie de Meissen.

## Spécialités
- Porcelaine de Saxe depuis le 29 mars 1709 à Meissen, alors dirigée par Johann Friedrich Böttger.
- Vignoble de la vallée de l'Elbe, produisant un vin blanc sec et fruité.

## Jumelage
- Vitry-sur-Seine (France)
- Arita (Japon)

## Villes des environs
- Radebeul
- Moritzburg (Saxe)

## Personnalités liées à la ville
- Louise Otto-Peters (1819-1895), écrivaine et militante féministe
- Gudrun Goeseke (1925-2008), orientaliste allemande, est née à Meissen.
- Peter Schreier (1935-2019), ténor allemand, est né à Meissen.
- Frank Forberger (1943-1998), rameur, double champion olympique, né et mort à Meissen.
- Ullrich Dießner (1954-), rameur d'aviron, champion olympique, né à Meissen.
- Walter Dießner (1954-), frère jumeau du précédent, champion olympique à ses côtés.
- Ralf Schumann (1962-), tireur sportif, triple champion olympique.
- Andrea Herzog (1999-), céiste allemande.